# Мекорјук (Аљаска)
Мекорјук (енгл. Mekoryuk) град је у америчкој савезној држави Аљаска.

## Демографија
По попису из 2010. године број становника је 191, што је 19 (-9,0%) становника мање него 2000. године.
| Група                 | 2000.       | 2010.       |
| Амерички староседеоци | 190 (90,5%) | 178 (93,2%) |
| Белци                 | 7 (3,3%)    | 6 (3,1%)    |
| Афроамериканци        | 0 (0,0%)    | 0 (0,0%)    |
| Азијати               | 0 (0,0%)    | 0 (0,0%)    |
| Хиспаноамериканци     | 1 (0,5%)    | 0 (0,0%)    |
| Укупно                | 210         | 191         |